# Đội tuyển bóng rổ quốc gia Việt Nam
Đội tuyển bóng rổ quốc gia Việt Nam là đội tuyển bóng rổ đại diện cho Việt Nam tại các giải đấu quốc tế. Cơ quan quản lý lĩnh vực bóng rổ ở Việt Nam là VBF – Liên đoàn bóng rổ Việt Nam.

## Danh hiệu
- SEA Games 30 Đồng